# 日南市天福球場
日南市天福球場（にちなんしてんぷくきゅうじょう）は、宮崎県日南市の天福運動公園内にある野球場。同市が運営管理している。

## 歴史
1962年に完成し、翌1963年春から広島東洋カープが春季・秋季キャンプを実施している。
春季キャンプでは、この天福球場と日南総合運動公園野球場（東光寺球場）の2ヶ所を会場として使用しているが、天福球場は2012年まで、キャンプ前半は主に二軍メンバーが、後半は沖縄市野球場での一次キャンプを終えて合流する一軍メンバーが使用していた。2013年は、沖縄市野球場が施設老朽化に伴う改修工事を行ったため使用出来ず、2月1日のキャンプ初日から天福と東光寺の両球場で春季キャンプを行った。沖縄市野球場の改修工事が完了した2014年以降は開催の順番を入れ替え、天福球場で一軍一次キャンプを、沖縄市野球場で一軍二次キャンプを行っている。
2005年、老朽化のため球場全体の改修工事を行った。メインスタンドは全面改築されネット裏部分に屋根つきの2,000人収容のスタンドが完成した。また、それまで広島のキャンプ時には、外野フェンス沿いにかつての甲子園球場のラッキーゾーンを思わせるようなネットが取り付けられていた。これは、フェンスにラバーが張られておらず、コンクリートむき出しで危険だったためである。改修工事によりラバーが張られたことから、フェンス沿いのネットは姿を消した。
日南キャンプ期間中に練習試合が行われることはあるが、オープン戦は開催基準を満たしていないため実施できない。2006年からは二軍の秋季教育リーグ「フェニックスリーグ」の開催球場としても使用されている。
2009年3月30日に（旧）日南市は、南郷町および北郷町と合併し（新）日南市となったため、南郷スタジアムでキャンプを張る埼玉西武ライオンズと併せて、2球団が日南市でキャンプを開催することとなった。
2024年には、九州アジアリーグの宮崎サンシャインズが主催公式戦2試合（相手は佐賀インドネシアドリームズ）を日程に組み、天候不順による日程変更を伴いながらも実施された。

## 施設概要
- 両翼：99m、中堅：122m
- 内野：土、外野：天然芝
- スコアボード：パネル式（得点・打順・ボールカウンターのみ。選手表記なし）
- 照明設備：4基完備
- 収容人員：2,000人（メインスタンドのみの収容人員であり、外野芝生席は含まれていない）
  - （改修前）ネット裏及び一・三塁側：石段席、外野：芝生
  - （改修後）ネット裏（屋根あり）：個別座席、一・三塁側：個別座席、外野：芝生
- ライトスタンド後方にブルペン、右中間スタンド後方に室内練習場（旧サブグラウンド。2015年に屋根を新設し、新・室内練習場としてリニューアル。2016年には人工芝が敷かれた。）がある。
- レフトスタンド後方にサブグラウンドがある。さらにその奥には急坂があり（距離：約50m、最大斜度：約15%）、日南キャンプでは名物の坂道ダッシュが行われている。
  - 以前はレフトスタンド後方に室内練習場があったが、2016年に取り壊された。跡地はサブグラウンドに改修されている。

## 交通
- 日南線・油津駅下車後徒歩約5分